# 彭孝才
彭孝才（6世纪—614年），东海郡（郡治朐山县，今江苏省连云港市西南）平民，隋末民变东海起义领袖。
隋炀帝大业九年（613年）九月己卯，彭孝才与济阴郡（郡治济阴县，今山东省曹县西北）人吴海流聚众数万反隋。大业十年（614年）彭孝才攻占怀仁县（在今江苏省赣榆县西北）后，转入沂水县（属琅邪郡，今山东省沂水县西北），被彭城郡（郡治彭城县，今江苏省徐州市）留守董纯的击败。董纯把被俘的彭孝才车裂而死，义军溃散。董纯战虽胜，而变民日多，有人污蔑董纯怯懦；隋炀帝怒，锁拿董纯至东都，诛杀。